# Kévin Menaldo
Kévin Menaldo (ur. 12 lipca 1992 w Bordeaux) – francuski lekkoatleta, skoczek o tyczce.
Siódmy zawodnik mistrzostw świata kadetów (2009). W 2011 zdobył srebrny medal mistrzostw Europy juniorów, a dwa lata później został wicemistrzem igrzysk śródziemnomorskich. Jedenasty zawodnik halowych mistrzostw świata w Sopocie (2014). W tym samym roku sięgnął po brązowy medal europejskiego czempionatu w Zurychu. Szósty zawodnik mistrzostw świata w Pekinie (2015). Dwa lata później podczas kolejnej edycji mistrzostw świata w Londynie zajął odległe miejsce w eliminacjach i nie awansował do finału.
Złoty medalista mistrzostw Francji.

## Osiągnięcia
| Rok  | Impreza                               | Miejsce        | Lokata            | Wynik |
| ---- | ------------------------------------- | -------------- | ----------------- | ----- |
| 2009 | Mistrzostwa świata juniorów młodszych | Bressanone     | 7. miejsce        | 4,90  |
| 2009 | Gimnazjada                            | Doha           | 1. miejsce        | 5,05  |
| 2011 | Mistrzostwa Europy juniorów           | Tallinn        | 2. miejsce        | 5,50  |
| 2013 | Igrzyska śródziemnomorskie            | Mersin         | 2. miejsce        | 5,60  |
| 2013 | Młodzieżowe mistrzostwa Europy        | Tampere        | el. – 15. miejsce | 5,25  |
| 2014 | Halowe mistrzostwa świata             | Sopot          | 11. miejsce       | 5,55  |
| 2014 | Mistrzostwa Europy                    | Zurych         | 3. miejsce        | 5,70  |
| 2015 | Mistrzostwa świata                    | Pekin          | 6. miejsce        | 5,80  |
| 2016 | Mistrzostwa Europy                    | Amsterdam      | –                 | NH    |
| 2016 | Igrzyska olimpijskie                  | Rio de Janeiro | el. – 16. miejsce | 5,45  |
| 2017 | Halowe mistrzostwa Europy             | Belgrad        | 10. miejsce       | 5,60  |
| 2017 | Mistrzostwa świata                    | Londyn         | el. – 22. miejsce | 5,45  |

## Rekordy życiowe
- Skok o tyczce (stadion) – 5,83 (2017)
- Skok o tyczce (hala) – 5,81 (2018)